# Pamiętnik Krakowski
Pamiętnik Krakowski – tygodnik społeczno-kulturalny wydawany w Krakowie w roku 1866 pod redakcją Jana Radwańskiego. Poruszana w nim problematyka dotyczyła literatury polskiej. Ukazało się jedynie sześć numerów tego pisma.